# Crash Test Dummies
I Crash Test Dummies (noti anche come Dummies) sono un gruppo musicale canadese folk-rock originario di Winnipeg, formatosi nel 1988 e popolare negli anni novanta. Dal 2001 i membri della band sono solo due, Brad Roberts e Ellen Reid; comunque tutti gli altri ex membri della band, tranne Ben Darvill, si riunirono per un concerto nell'ottobre 2010.

## Storia del gruppo

### Gli inizi (1988 - 1991)
L'origine del gruppo, in molti sensi, è legata alla storia dei club Spectrum Cabaret e Blue Note Cafe, di cui Curtis Riddel era proprietario.
Alla metà degli anni ottanta, Riddel si unisce a Brad Roberts per formare il gruppo Bad Brad Roberts and the St. James Rhythm Pigs. Il gruppo cambia il proprio nome in Crash Test Dummies, ascoltando il suggerimento di un amico che frequenta medicina. Ellen Reid e Benjamin Darvill si uniscono permanentemente al gruppo mentre George West, il bassista originale, ne esce e viene sostituito da Dan Roberts, fratello di Brad. Riddel viene sostituito da Vince Labbert, il quale viene rimpiazzato a sua volta da Mitch Dorge proprio durante l'uscita dell'album The Ghosts that Haunt Me.

### Il successo (1991 - 1999)
Il gruppo inizia ad ottenere il successo commerciale con la pubblicazione di The Ghosts that Haunt Me nel 1991. L'album vende 400 000 copie in Canada, in gran parte dovute alla popolarità del singolo Superman's Song che fa guadagnare ai Dummies nel 1991 il Juno Award come gruppo dell'anno.
Il riconoscimento internazionale arriva con la pubblicazione nel 1993 del loro secondo album, God Shuffled His Feet, anche grazie alla comparsa di un nuovo tipo di emittenti radio: adult album-oriented alternative rock che iniziano a passare in alta rotazione il singolo Mmm Mmm Mmm Mmm. La canzone raggiunge la posizione numero 4 della US Hot 100, ma fa ancora meglio in Inghilterra dove raggiunge la posizione numero 2, e la numero 1 in Australia.
Curiosamente delude in patria dove si ferma alla posizione numero 14. Altre due canzoni dell'album raggiungono la top ten canadese Swimming in Your ocean e Afternoons & Coffeespoons". A metà del 1994 l'album supera il milione di vendite (disco di platino) negli Stati Uniti ed il gruppo ottiene 3 nomination ai Grammy ed altrettante al Juno Award. Ad oggi l'album ha venduto più di 5 milioni e mezzo di copie in tutto il mondo.
Nel gennaio del 1995 la band pubblica The Ballad of Peter Pumpkinhead, cover dell'omonimo pezzo degli XTC. Il pezzo, insieme a Mmm mmm mmm mmm, fa parte della colonna sonora del film Scemo e più scemo con Jim Carrey e Jeff Daniels. Il singolo raggiunge la posizione numero 30 della UK Singles e la numero 4 in Canada.
Nel 1996 i Dummies pubblicano il loro terzo album A Worm's Life. L'album viene accolto freddamente dalla critica ed ha un moderato successo commerciale. Lo stile si fa più rock, con una forte presenza di chitarre. I singoli vengono accolti positivamente in alcuni mercati (He Liked To Feel It si posiziona alla numero 2 in Canada), ma a livello internazionale non raggiunge i successi di Superman's Song o Mmm Mmm Mmm Mmm. In ogni caso l'album raggiunge in Canada il disco di platino in meno di un mese.
Give Yourself a Hand, il quarto album dei Dummies, viene pubblicato il 23 marzo 1999. L'album mostra un nuovo sound per i Dummies. Ellen Reid è voce solista in tre tracce, e Brad Roberts canta in falsetto in molte altre. Tutto il sound dell'album presenta sonorità più elettroniche rispetto al passato. Ancora una volta il singolo Keep A Lid On Things entra nella Top Ten in Canada.
Tra un album e l'altro, Benjamin Darvill diventa il primo Dummy a pubblicare del materiale solista. Con il nome di Son of Dave, Darvill pubblica gli album B. Darvill's Wild West Show e 01 con la sua etichetta Husky Records.

### L'era post-mainstream (2000 - 2006)
Il poco successo ottenuto sia da A Worm's Life che da Give Yourself a Hand fa sentire alla band il fiato sul collo dell'etichetta BMG, soprattutto dopo che questa rifiuta ben 35 canzoni durante la produzione di Give Yourself a Hand. Il risultato è che la casa discografica e la band si separano, e Brad Roberts fonda la casa discografica indipendente "Cha-Ching Records" (che più tardi diventerà "Deep Fried Records").
Liberi dalle restrizioni delle Majors, i Dummies nel 2001 sorprendono i loro fan riponendo nel cassetto i loro progetti solisti per lavorare al quinto album in studio. Dopo essere scampato ad un incidente quasi mortale nell'inverno del 2000, Brad ritrova se stesso nella città di Argyle, Nuova Scozia. È qui che conosce alcuni "pescatori di aragoste" locali che scopre essere dei buoni musicisti dilettanti: Kent Greene, Dave Morton e Danny MacKenzie. Insieme registrano buona parte di I Don't Care That You Don't Mind, che avrebbe dovuto essere il primo album solista di Brad. Più tardi Ellen viene coinvolta nella registrazione dei cori in alcune tracce e Dan accetta di andare in tour con Brad. Quando anche Ellen e Mitchel accettano di andare in tour, l'album viene pubblicato con il nome dei Crash Test Dummies. L'album segna il ritorno dei Dummies alle sonorità acustiche. Brad lo paragona al loro primo album The Ghosts That Haunt Me, anche se lo definisce più d'atmosfera e pulito.
Alla fine del 2001 escono alcuni progetti solisti dei Dummies. Ellen Ried pubblica l'album di debutto Cinderellen. Poco dopo esce il tanto atteso doppio-live e rockumentary di Brad Roberts: Crash Test Dude.
Il 2002 si apre con la sorpresa del primo album da solista di Mitch Dorge: As Trees Walking. Nell'album Mitch suona quasi tutti gli strumenti, sono sue alcune delle foto pubblicate nel libretto del CD, e vince il Praire Music Award come miglior album strumentale.
Brad, Dan ed Ellen ritornano come Crash Test Dummies alla fine del 2002 con un album di natale.
Nel 2003 viene pubblicato Puss 'n' Boots. Esattamente come I Don't Care That You Don't Mind l'album prende vita come progetto solista di Brad. Co-scritto da Stuart Cameron, per l'album vengono selezionate 13 canzoni da una lista di 30. Ellen canta nei cori e Dan suona il basso, ma buona parte delle musiche, uno stile funky che non sarebbe sembrato fuori posto in un album come Give Yourself a Hand, vengono suonate da altri musicisti.
Songs of the Unforgiven, l'ottavo album in studio dei Dummies, viene pubblicato non molto tempo dopo.

### Pausa di riflessione e Oooh La La! (2006 - presente)
Dopo aver pubblicato 3 album con la propria etichetta discografica, Brad si rende conto che sta cominciando a perdere soldi. Come conseguenza, decide di smettere di registrare e di andare in tour e si rifugia nella sua casa di New York, dove si dedica all'insegnamento della scrittura di canzoni e diventa devoto di Yoga e meditazione.
Nonostante la pausa di riflessione, Brad comincia occasionalmente a registrare l'album che sarebbe diventato "Oooh La La!" con l'amico e produttore Stewart Leman, usando l'optigan e l'omnichord. Inizialmente Brad pensava di pubblicare l'album solamente su internet.
Nell'ottobre del 2007 la Sony BMG fa uscire un best of dal titolo "The Best of Crash Test Dummies, contenente 12 tracce. Più tardi, il 10 marzo 2008, verrà ripubblicato con il titolo ""Best of Crash Test Dummies - Collections", e conterrà gli inediti "Laid Back", "You Said You'd Meet Me (In California)", quest'ultima è una primissima versione di una traccia che sarebbe poi stata inserita nel disco "Oooh La La!"
Viene inoltre aperto un negozio online che permette agli utenti di scaricare materiale post BMG-Sony, comprendente Cape Breton Lobster Bash series, una crescente collezione di canzoni scritte da Brad sulla sua esperienza a Cape Breton e su una tradizione annuale chiamata appunto Lobster Bash.
Oooh La La! viene pubblicato l'11 maggio 2010. L'uscita viene anticipata da un tour acustico "Acoustic Trio", a cui partecipano Brad Roberts ed Ellen Ried, accompagnati da Stuart Cameron o Murray Pulver alla chitarra. Il 9 ottobre dello stesso anno Dan Roberts e Mitch Dorge si uniscono a Brad ed Ellen nella città natale di Winnipeg, per il primo concerto-reunion della formazione originale. Ben Darvill non è presente alla riunione, nonostante avesse tenuto un concerto in città pochi giorni prima.
Il gruppo è tornato in tour nel 2018, per la prima volta dopo vent’anni, dedicandolo all’album di debutto The Ghosts That Haunt Me, e ha continuato poi a fare concerti.

## Influenze
Una delle più importanti influenze per Brad Roberts fu la band inglese XTC e in particolare Andy Partridge. I Dummies hanno anche fatto due cover di due canzoni degli XTC: The Ballad of Peter Pumpkinhead per la colonna sonora del film Scemo & + scemo e All You Pretty Girls per l'album tributo A Testimonial Dinner: The Songs of XTC.

## Membri
Attuale
- Brad Roberts – voce, chitarra (1988-presente)

- Ellen Reid – coro, tastiere, fisarmonica (1988-2012, 2017-presente)
- Dan Roberts – basso elettrico, coro (1990-2004, 2010, 2017-presente)
- Mitch Dorge – batteria (1991-2002, 2010, 2017-presente)

ex membri
- Benjamin Darvill – armonica a bocca, chitarra, mandolino (1988-2000)
- Vince Lambert – batteria (1988-1991)
- Curtis Riddle – batteria (1988)
- George West – basso elettrico (1988)

Membri dei tour
- Stuart Cameron – chitarra, coro (2001-presente)
- Murray Pulver – chitarra, coro (1996-2000)
- Kiva – tastiera (1993-1995)
- Ray Coburn – tastiera (1999-2000)

## Discografia
- 1991 – The Ghosts that Haunt Me
- 1993 – God Shuffled His Feet
- 1996 – A Worm's Life
- 1999 – Give Yourself a Hand
- 2001 – I Don't Care That You Don't Mind
- 2002 – Jingle All the Way
- 2003 – Puss 'n' Boots
- 2004 – Songs of the Unforgiven
- 2010 – Oooh La La!

## Premi e nomination
Grammy Awards

I Crash Test Dummies ricevettero tre nomination.
| Anno | Lavoro nominato       | Categoria                                  | Risultato |
| ---- | --------------------- | ------------------------------------------ | --------- |
| 1995 | Crash Test Dummies    | Grammy Award al miglior artista esordiente | Nominato  |
| 1995 | Mmm Mmm Mmm Mmm       | Miglior performance di un duo o un gruppo  | Nominato  |
| 1995 | God Shuffled His Feet | Miglior album alternativo                  | Nominato  |

Juno Award

I Crash Test Dummies vinsero un Juno Award nel 1992 e ricevettero altre dieci nomination.
| Anno | Lavoro nominato                 | Categoria                | Risultato |
| ---- | ------------------------------- | ------------------------ | --------- |
| 1992 | Crash Test Dummies              | Gruppo dell'anno         | Vinto     |
| 1992 | The Ghosts that Haunt Me        | Miglior album            | Nominato  |
| 1992 | The Ghosts that Haunt Me        | Miglior album design     | Nominato  |
| 1992 | Superman's Song                 | Miglior video            | Nominato  |
| 1994 | God Shuffled His Feet           | Miglior album design     | Nominato  |
| 1994 | Mmm Mmm Mmm Mmm                 | Miglior video            | Nominato  |
| 1995 | Crash Test Dummies              | Intrattenitori dell'anno | Nominato  |
| 1995 | Crash Test Dummies              | Gruppo dell'anno         | Nominato  |
| 1995 | Mmm Mmm Mmm Mmm                 | Singolo dell'anno        | Nominato  |
| 1996 | The Ballad of Peter Pumpkinhead | Miglior video            | Nominato  |
| 2000 | Greg Wells                      | Miglior produttore       | Nominato  |